# Gonzalo Bravo Grájera
Gonzalo Bravo Grájera (Arroyo de San Serván, Badajoz, 1604 – 1672), obispo e inquisidor español.
Miembro de una familia noble, Gonzalo era hijo de Rodrigo Bravo y María Grájera. Se licenció en la Universidad de Salamanca tras estudiar jurisprudencia.
Se desempeñó como fiscal de los Tribunales de la Inquisición de Murcia y Palermo. El 11 de marzo de 1639 fue nombrado Inquisidor de los de Sicilia y el 23 de abril de 1651 inquisidor del Santo Oficio de Valladolid. 
También visitó las Inquisiciones de Logroño, Valladolid, Cuenca y Toledo, la cual, esta última, también lideró.
Reemplazando a Pascual de Aragón, el 13 de marzo de 1653 inició su gestión como fiscal del Consejo de Inquisición. El 31 de enero de 1656 fue nombrado consejero y el 3 de junio del mismo año juró el cargo. Fue también decano de la sala de Competencias del citado Consejo. Asesoró al rey en asuntos y negocios de Estado.
En 1665 fue preconizado obispo de Palencia por el papa Alejandro VII y consagrado el 27 de junio. Se despidió del Consejo el 6 de junio de 1667 y en el año 1671 lo designaron para ocupar la diócesis de Coria. Falleció al año siguiente.
Se conoce su aportación filologica Breve discurso, en que se modera la nueva ortographía de España (1634). Se trata de un ensayo a favor de la ortografía conservadora basada en la etimología, con el que pretendía detener o, al menos, ralentizar el proceso de acomodación de la ortografía a la pronunciación.